# 晏勳甫
晏勋甫（1893年—1961年），名成猷，男，湖北汉川人。中华民国、中华人民共和国政治人物，中华民国汉口市的最后一任市长。

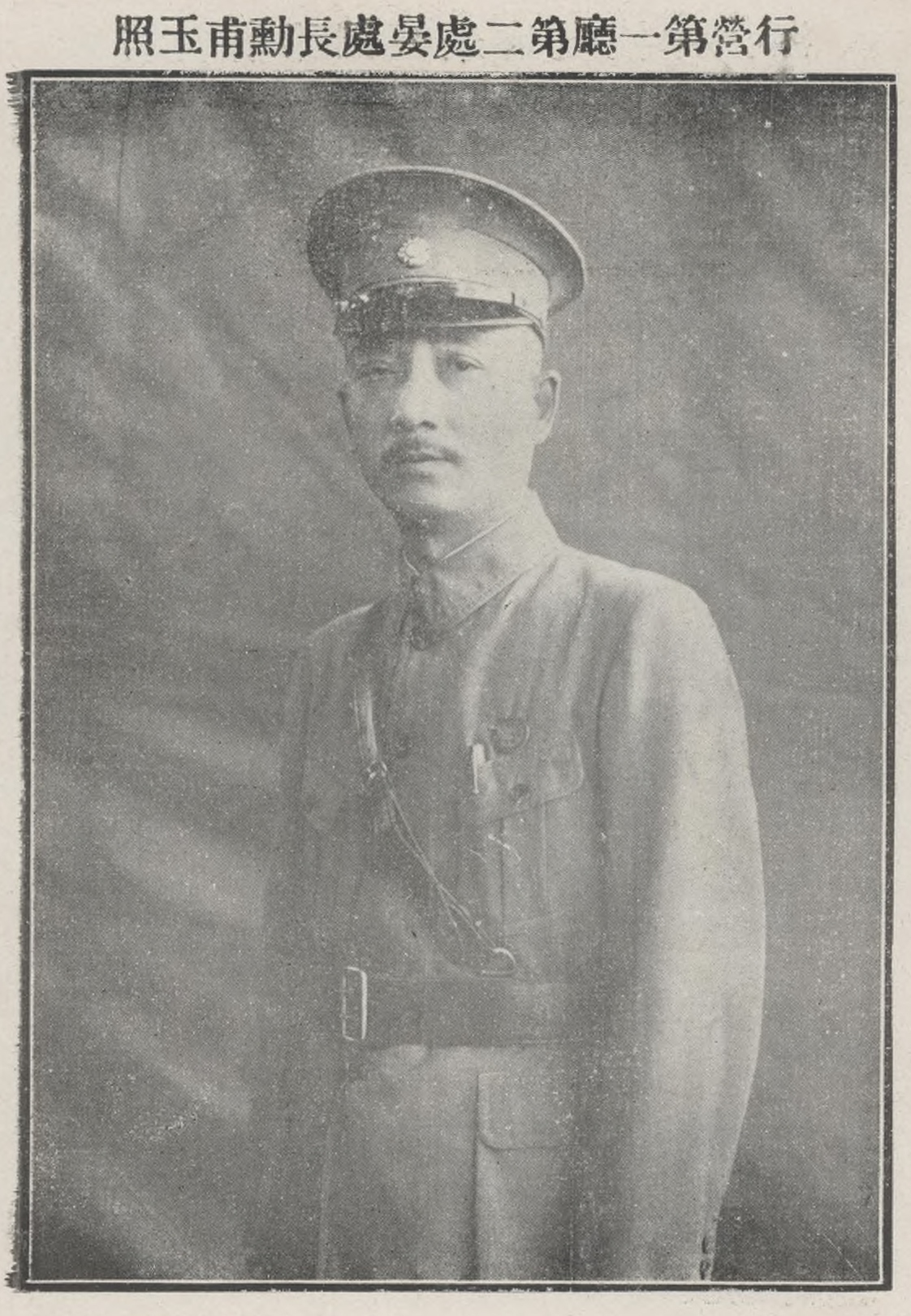

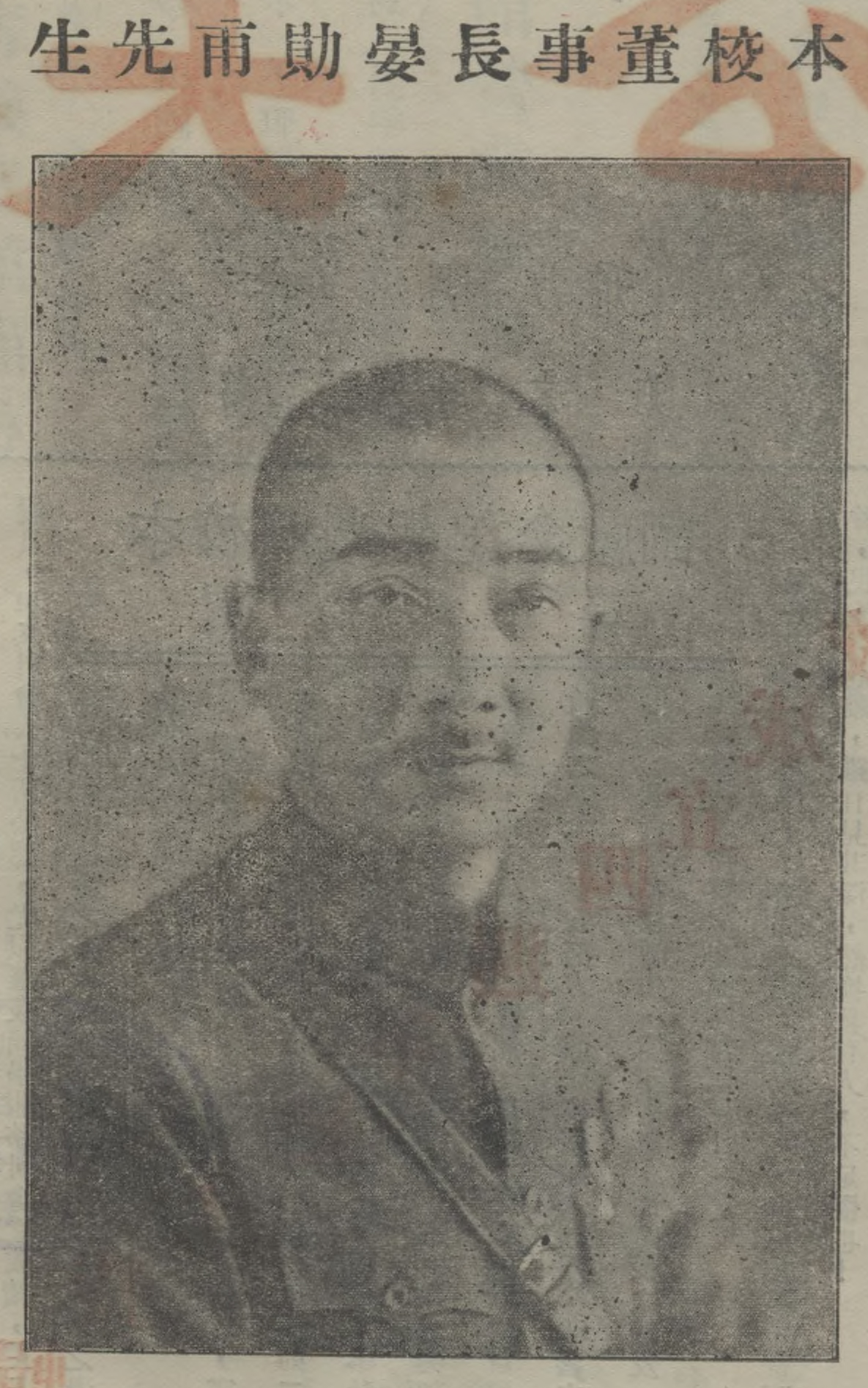

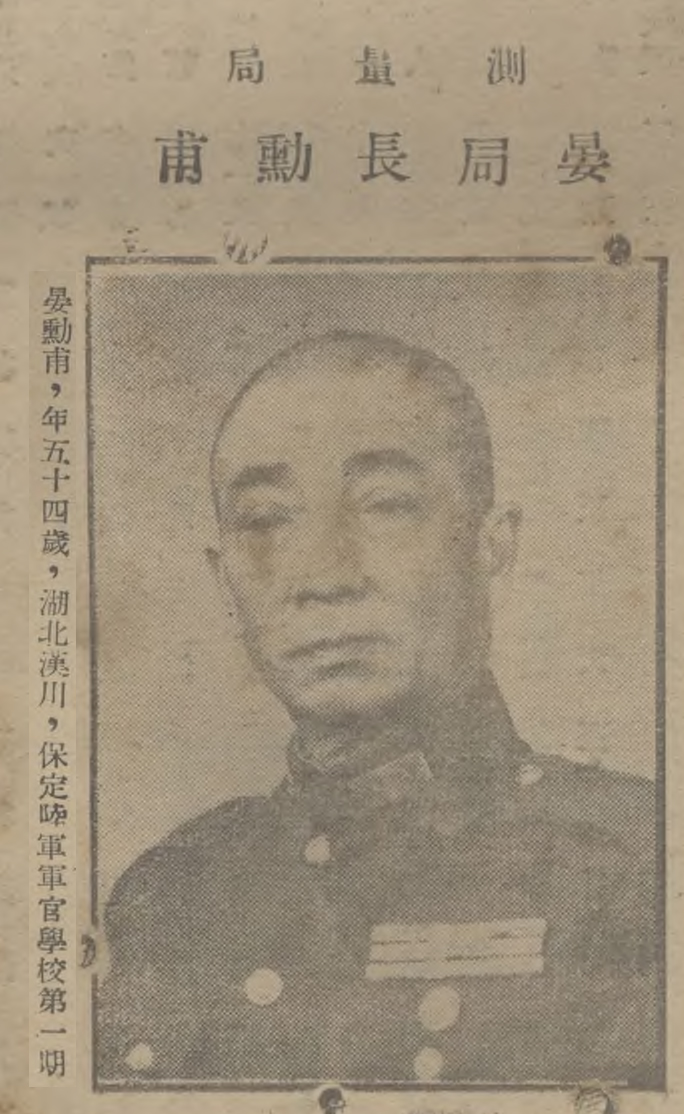

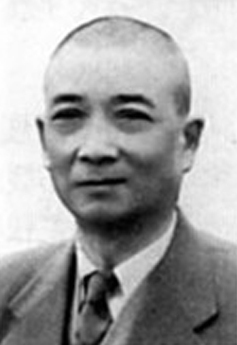

## 生平
晏勋甫生于一个工商业者家庭。1910年，在南京陆军第三中学堂学习时参加中国同盟会。1911年武昌起义时，晏勋甫和部分同学回到湖北参加民军。后来，升入保定陆军军官学校，不久升入北京陆军大学，1919年毕业。
1927年到1937年，历任湖北省政府委员、国民政府军事委员会委员长南昌行营第二厅厅长、国民政府军事委员会委员长武昌行营参谋处处长等职。1936年11月，获授陆军少将衔。1938年3月晋授陆军中将。抗日战争期间，历任第一战区长官司令部参谋长、军令部第四厅厅长。1946年5月，改任国防部测量局局长。
1949年2月，晏勋甫任汉口市市长。任内抵制了华中军政长官公署长官白崇禧向汉口市政府提出的向工商业者征收200万银元供应军需的要求，后来经同乡、武汉商人林厚周（受中共江汉区委员会城工部邱肱良委托）以及叔父晏道刚（受中共地下党组织委托）的策反，投向中国共产党方面，拒绝了白崇禧下达的转移汉口市政府及所属单位档案及警察、保安部队的命令，率汉口市政府留在汉口。
中国人民解放军占领武汉三镇后，晏勋甫于武汉市人民政府成立的当日，与新市长吴德峰办理移交。晏勋甫随即出任中南军政委员会委员兼武汉市人民政府参事室主任。1950年，任中国国民党革命委员会武汉市分部筹备委员会委员。1956年当选中国国民党革命委员会武汉市第二届委员会主委、第三届中国国民党革命委员会中央委员会委员。
1961年，晏勋甫逝世。